# Albrektsvägen
Albrektsvägen, ursprungligen döpt efter Albrekt av Mecklenburg, är en av Norrköpings längsta gator och löper från Södra promenaden inne i centrum genom hela Söderstaden ända ner till Dagsbergsvägen. Längs vägen ligger bland annat Idrottsparken där IFK Norrköping har sin hemvist; även SOS Alarm och Norrköpings Räddningstjänst har sina lokaler längst denna gata. Albrektsvägen löper genom flera stadsdelar, såsom Klingsberg, Söderstaden, Såpkullen och Ljura.
Albrektsvägen löper som en halvcirkel i väster (och österut) från rondellen i korsningen med Södra promenaden mellan Idrottsparken och brandstationen, korsar Skarphagsleden, passerar genom Såpkullen och korsar Gamla Övägen. Därefter är gatan inne i Klingsberg, där spårvägen först korsar den södra körbanan och något senare, vid Trozelligatan, korsar båda körfälten. Hagebygatan markerar slutet på gatans lopp genom Klingsberg, och efter korsningen befinner man sig i Ljura. Här korsas Ljuragatan och Dagsbergsvägen, varefter gatans sista meter utgörs av en återvändsgränd. Albrektsvägens östligaste punkt snuddar vid Södra promenaden igen, alldeles i närheten av Gustaf Adolfs plan (nära Östra promenaden).
Innan Söderleden byggdes i mitten av 1980-talet (Söderleden hade dock funnits med i stadsplanen sedan 1922!) fyllde Albrektsvägen en viktig funktion som förbindelse mellan stadens södra stadsdelar, och var också den rekommenderade körvägen för alla genomresande som färdades mellan E4 och E66 (nuv. E22).
Albrektsvägen är en av de gator i Norrköping där det går spårvagn. Mellan 1945 och 2006 gick Linje 2 väster ut mellan Trozelligatan och Klingsbergsparken, och i andra riktningen korsades Albrektsvägen i rät vinkel vid Trozelligatan. Efter att Linje 2 förlängts till Ljura i augusti 2006 går den ordinarie spårvagnstrafiken istället öster ut från Trozelligatan till Ljuragatan. I samband med utbyggnaden av linjen till Ljura togs två av Albrektsvägens fyra körfält i anspråk för spårvägens banvall. De gamla spåren ligger dock kvar och används någorlunda ofta av museitrafiken.